# Прекрасные господа из Буа-Доре (мини-сериал)
«Прекрасные господа из Буа́-Доре́» (фр. Ces beaux messieurs de Bois-Doré) — французский 5-серийный мини-сериал, поставленный режиссёром Бернаром Бордери в 1976 году по одноимённому роману Жорж Санд.

## Сюжет
Франция, 20-е годы XVII века. Время правления короля Людовика XIII.
Всесильный кардинал Ришельё запретил дуэли в стране, однако  мало кто из дворян придерживается этого закона. Среди дуэлянтов оказался испанец Виллариаль, вынужденный уехать из Парижа после убийства противника на дуэли  и скрываться в провинции Берри — в замке Буа-Доре (Bois-Doré, букв. «позолоченном»).
Гостеприимный хозяин замка — немолодой маркиз Сильван де Буа-Доре — благородный и отважный дворянин, в прошлом гугенот и сторонник короля Генриха IV, отошедший от политических и военных дел после смерти короля (1610), теперь живёт в своём фамильном замке спокойной и размеренной жизнью. Однако деятельная натура маркиза не приемлет такого существования: его манят приключения, опасные сражения,  любовь.
Сильван много лет влюблён в молодую красавицу Лорианну де Бёвр. Она увлекается романом «Астрея» Оноре д’Юрфе и мечтает выстроить свою жизнь в соответствии с ним. Молодую девушку привлекает история замка Буа-Доре, ей нравятся прекрасные господа этого рода, она не против стать госпожой де Буа-Доре, но и не торопится с замужеством.
Однажды в лесах поблизости от замка маркиз спасает от разбойников молодого цыгана Марио, оказавшегося племянником маркиза. Лорианна в смятении и уже не знает, кому отдать предпочтение, череда событий приводит её в монастырь.
Тем временем, заручившись поддержкой местного аббата Пуллена, коварный и честолюбивый Виллариаль, в надежде получить прощение за убийство на дуэли, соглашается стать шпионом принца Конде в замке доверчивого маркиза, подозревая последнего в укрывательстве  сокровищ гугенотов, награбленных во время религиозных войн второй половины XVI века. Бесхитростный и честный Буа-Доре, узнав о причастности испанца к убийству брата, а также настойчивых домогательствах его к Лорианне, убивает негодяя на дуэли.
Разделавшись со своими врагами, Сильван и Марио отправляются на войну, где племянник упорно ищет смерти, а дядя старается этого не допустить…
Тайны, заговоры, шпионы, месть, клады, пророчества, внезапно обретённые родственники, цыгане и испанцы под явно вымышленными именами, погони, дуэли, штурм замка, любовь возвышенная и любовь земная, коварство и благородство, и всё это с изрядной долей юмора. Настоящий классический французский фильм жанра «плаща и шпаги».

## В ролях
- Жорж Маршаль — маркиз Сильван де Буа-Доре
- Иоланда Фоллио — Лорианна де Бёвр
- Мишель Альбертини — Марио, племянник маркиза
- Мишель Кретон — Виллареаль
- Филипп Лемэр — Адамас
- Оливье Юссено — Жовелен
- Франсуа Местр — аббат Пулен
- Жан-Франсуа Порон — Гийом д’Арс, кузен маркиза
- Марион Гейм — Белинда, служанка
- Нелли Бенедетти — Мерседес, приёмная мать Марио
- Ги Делорм — капитан Маккабр
- Жан Мартинелли — мёсье де Бёвр, отец Лорианны
- Жак Кастело — принц Конде
- Патрик Прежан — Ла-Флеш
- Жорж Атлас
- Софи Баск
- Жоэль Бернар
- Серж Маркан

## Съёмочная группа
- Режиссёр: Бернар Бордери
- Продюсер: Дезире Дефре
- Сценаристы: Бернар Бордери, Жак Арман, Морис Тоеска (адаптация)
- Композитор: Жорж Гарваренц
- Оператор: Мишель Карре
- Монтажёр: Люсьен Бартелеми

## Места съёмок
- Этот мини-сериал снимался, в основном, в замке Танле[фр.] и аббатстве де Фонтене (департамент Йонна, Бургундия):

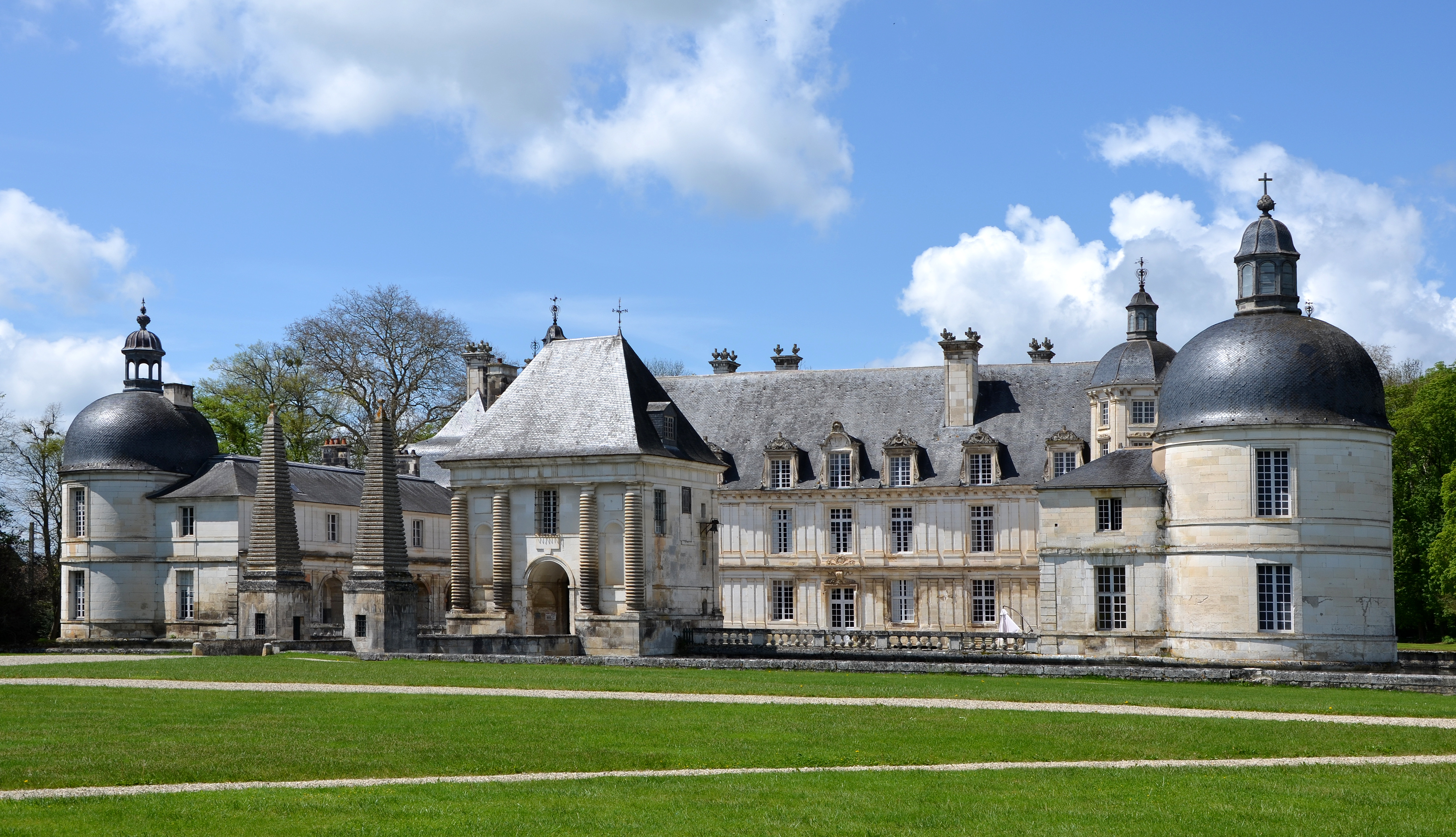
Замок Танле[фр.]
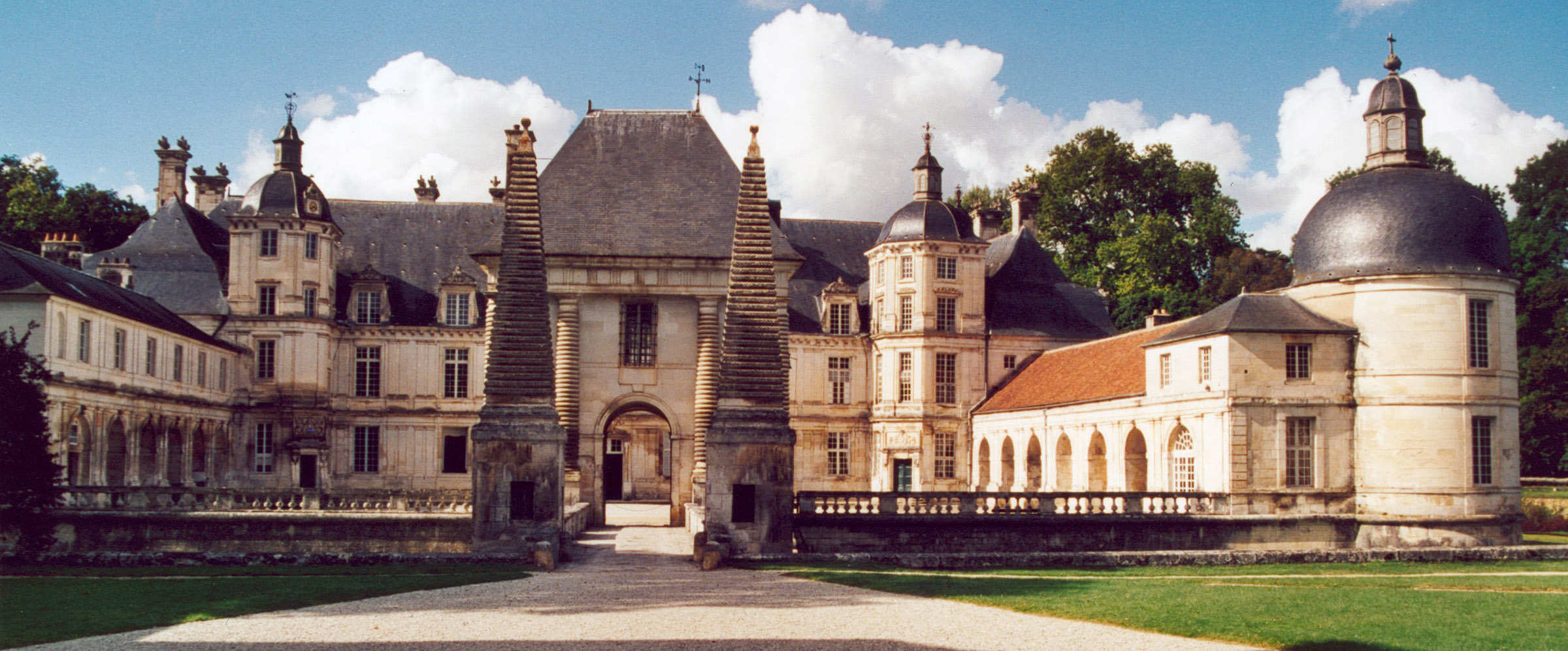
Замок Танле[фр.]
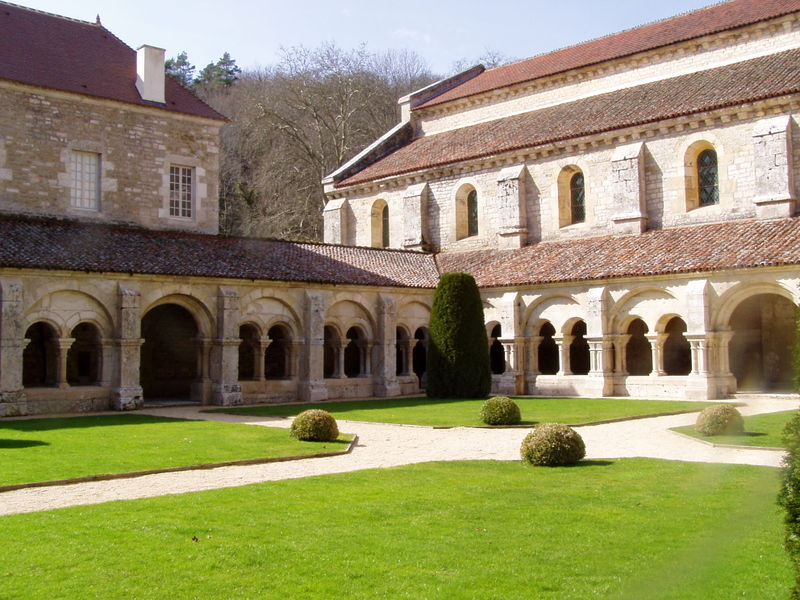
Аббатство де Фонтене

- В съёмках также задействовались виды Венсенского замка, парижских особняков квартала Марэ, детали архитектуры Иль-де-Франса, некоторые интерьеры снимались в Фонтенбло, все панорамные виды снимались в Бургундии.

## Издание на Видео
- Выпущен на DVD.
- Релиз в России на DVD выпущен 18 ноября 2010 года фирмой «Cinema Prestige».